# Nemilany
Nemilany (deutsch Nimlau) ist ein Ortsteil von Olomouc in Tschechien. Die durch den Ortsteil verlaufende Bahnlinie geht von Nezamyslice nach Olomouc.

## Geschichte
Die dortige ehemals große deutsche Minderheit wurde nach dem Zweiten Weltkrieg vertrieben. Im Jahr 2001 hatte der Ortsteil 884 Einwohner. Im Jahr 2009 gab es 355 registrierte Adressen.
Nemilany hat eine Fläche von 6,38 km².